# Довготривала оборонна точка
Довгочасна вогнева точка, також зустрічається довготривала оборонна точка, скорочено: ДОТ (рос. долговременная огневая точка, англ. pillbox) — капітальна залізобетонна фортифікаційна споруда для прикриття артилерійської зброї, її обслуги та для довготривалої оборони.
Використовується як поодиноке укріплення або складає систему подібних укріплень певного оборонного району — наприклад: Київський укріплений район, лінія Зігфрида, лінія Мажино, лінія Гінденбурга.
Подібно до інших видів довготривалих фортифікаційних споруд, ДОТ захищає вояків гарнізону від обстрілу противника і надає їм можливість вести вогонь по противнику через амбразури, спонсони і баштові надбудови.

## Класифікація ДОТів

### Класифікація за захищеністю (СРСР)
На початок 1930-х років радянські фортифікаційні споруди розділяли на такі групи стійкості:
- категорія М1 — бойове перекриття товщиною 1,1 м, фронтальні стіни 1,5 м, витримує одне влучення від 203-мм гаубиці та/або 152-мм гармати;
- категорія М2 — відповідно 0,9 м та 1,35–1,4 м — від 152-мм гаубиці та 152-мм гармати;
- категорія М3 — 0,6 м та 0,9 м — від 122-мм гаубиці та 76-мм гармати.

Крім того, незалежно від категорії стійкості, існувала класифікація за протихімічною захищеністю:
- тип «Б»: усі споруди з протихімічним (герметичним) приміщенням
- тип «M»: усі споруди без протихімічного приміщення.

## ДОТи на Волині
У Волинській області вздовж усього кордону з Польщею ще й досі збереглися ДОТи, збудовані перед Другою світовою війною. Частину з них (переважно тих, що знаходяться в межах поселень) зруйновано або напівзруйновано, але більшість збереглися в доброму стані.
У перші дні німецько-радянської війни воїни Володимир-Волинського укріпрайону прийняли на себе основний удар німецьких військ. Багато з них загинули у ДОТах, обороняючи рубежі. Серед них найбільш відомий подвиг Героя Радянського Союзу, командира взводу лейтенанта Сергія Гуденка, який загинув, захищаючи дорогу Устилуг-Володимир.

## Галерея

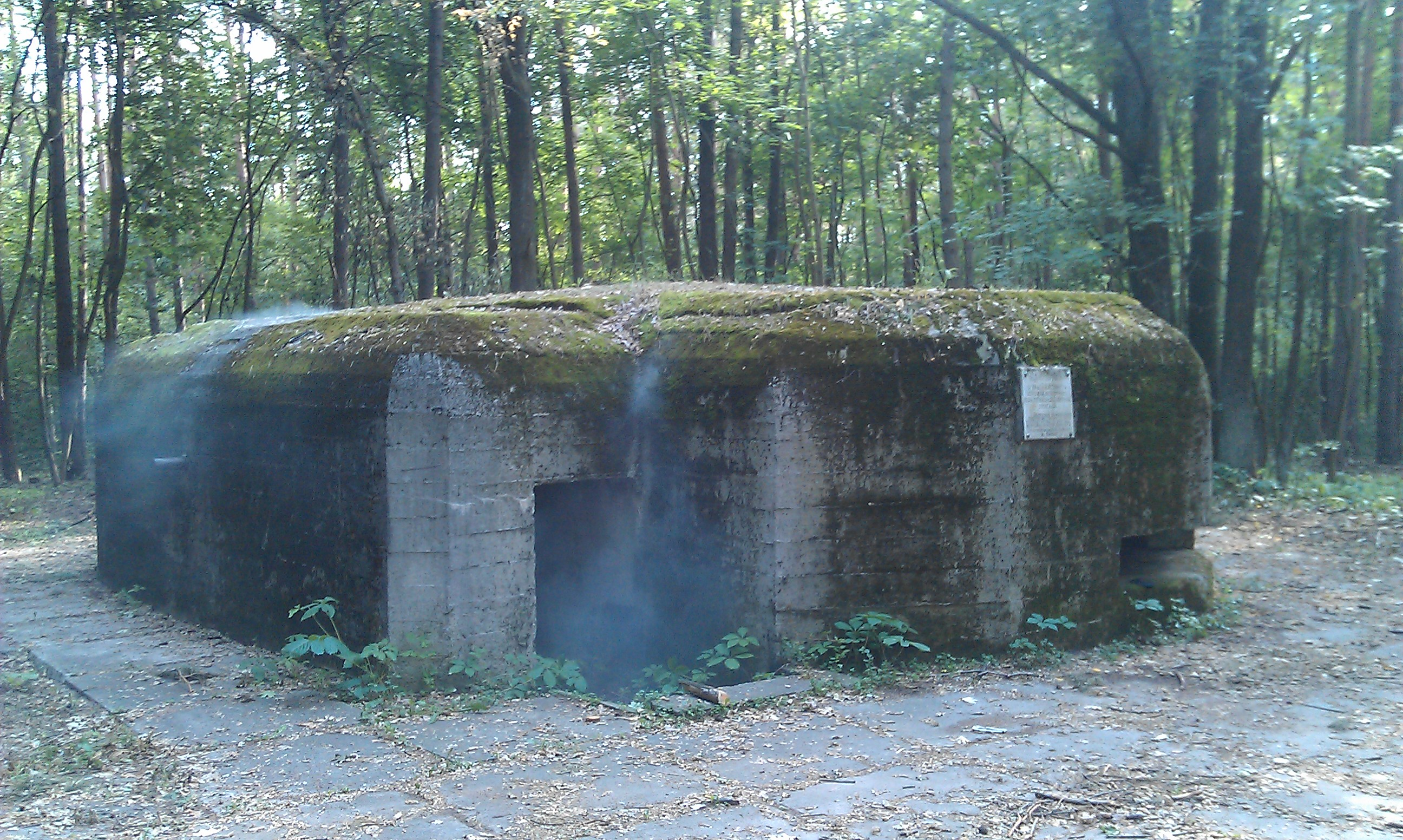
ДОТ № 417 Київського укріпленого району
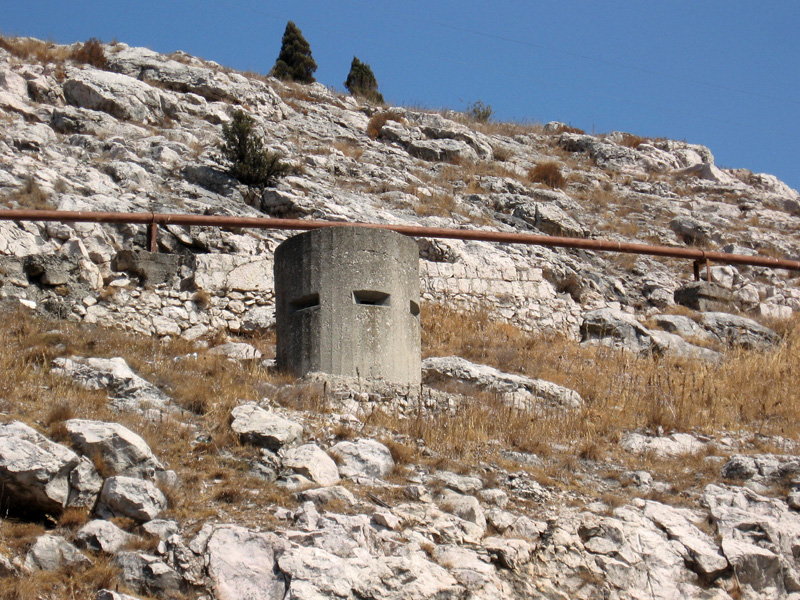
Кулеметний ДОТ в Балаклаві
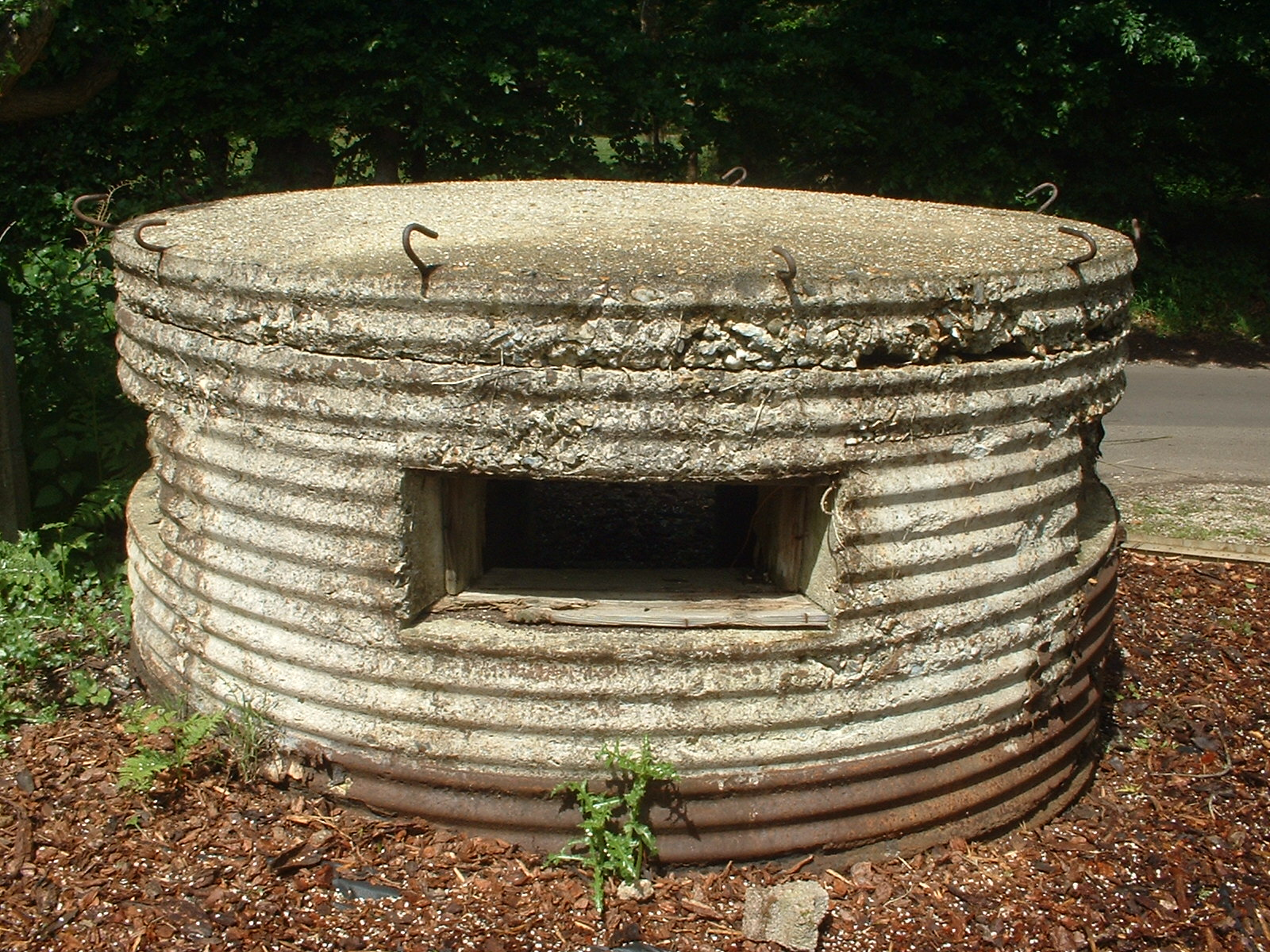
ДОТ типу FW3/25 в Тілфорді (Англія)
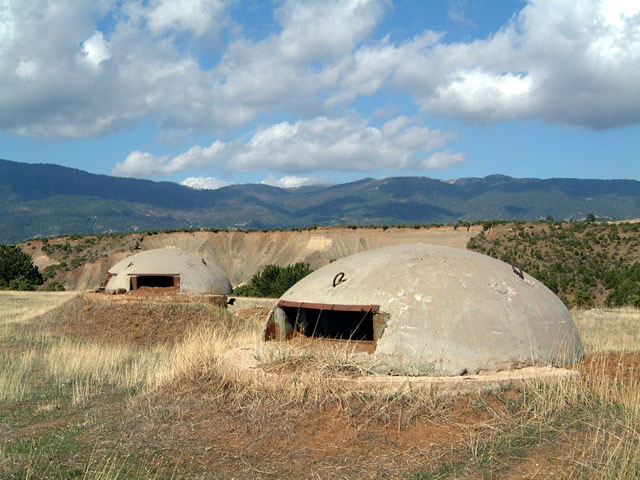
ДОТи в Албанії
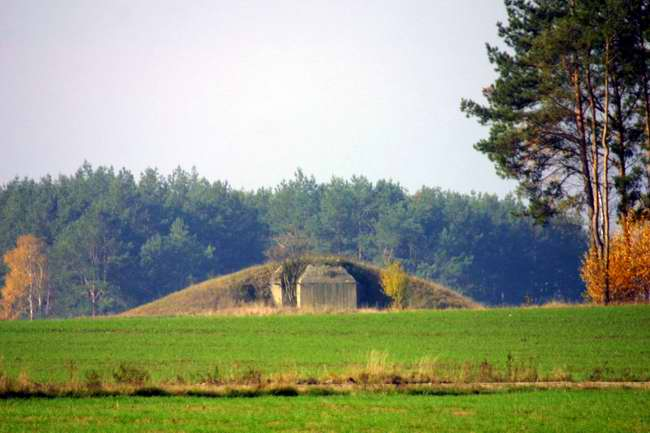
ДОТ лінії Молотова
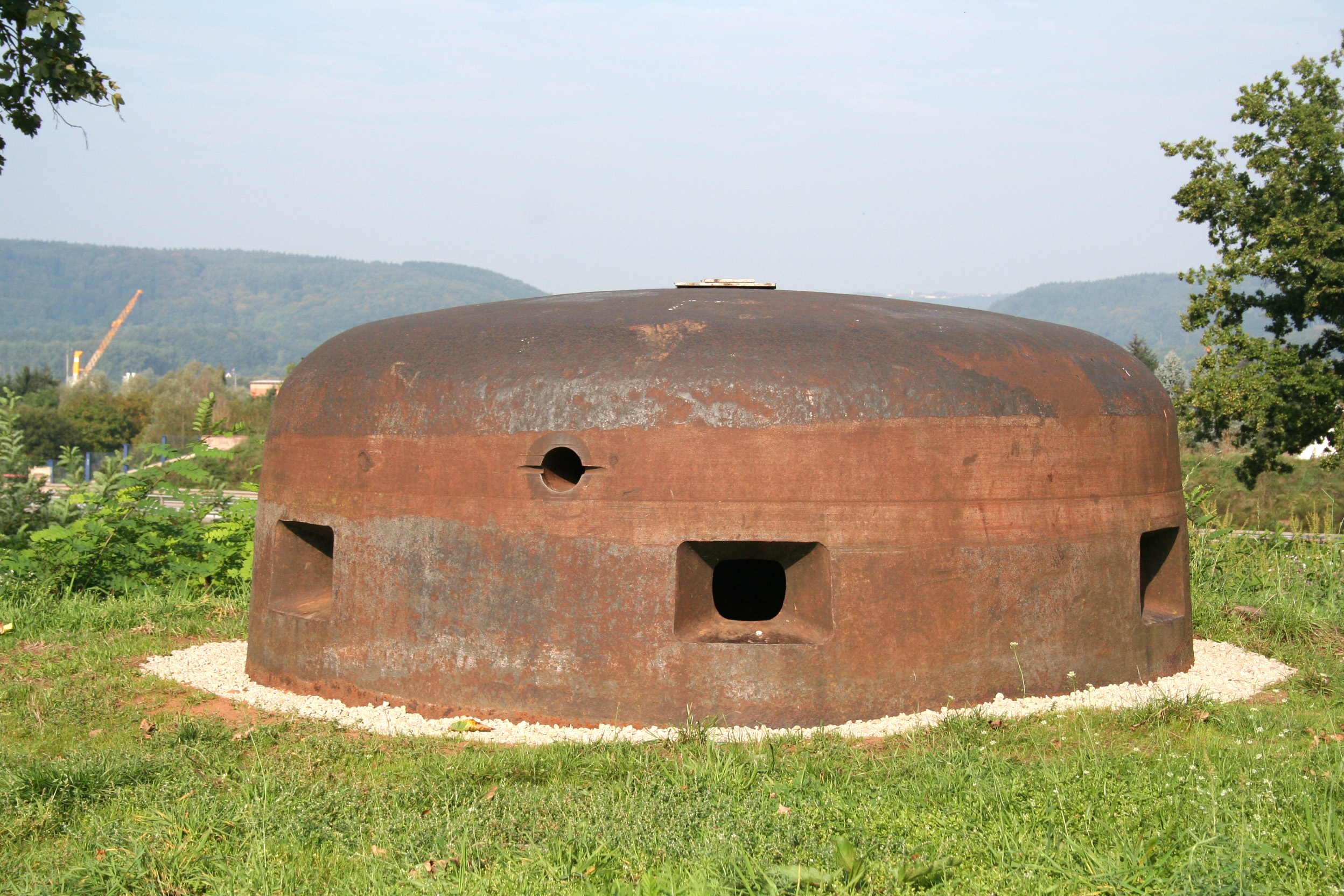
Бронековпак на лінії Зігфрида
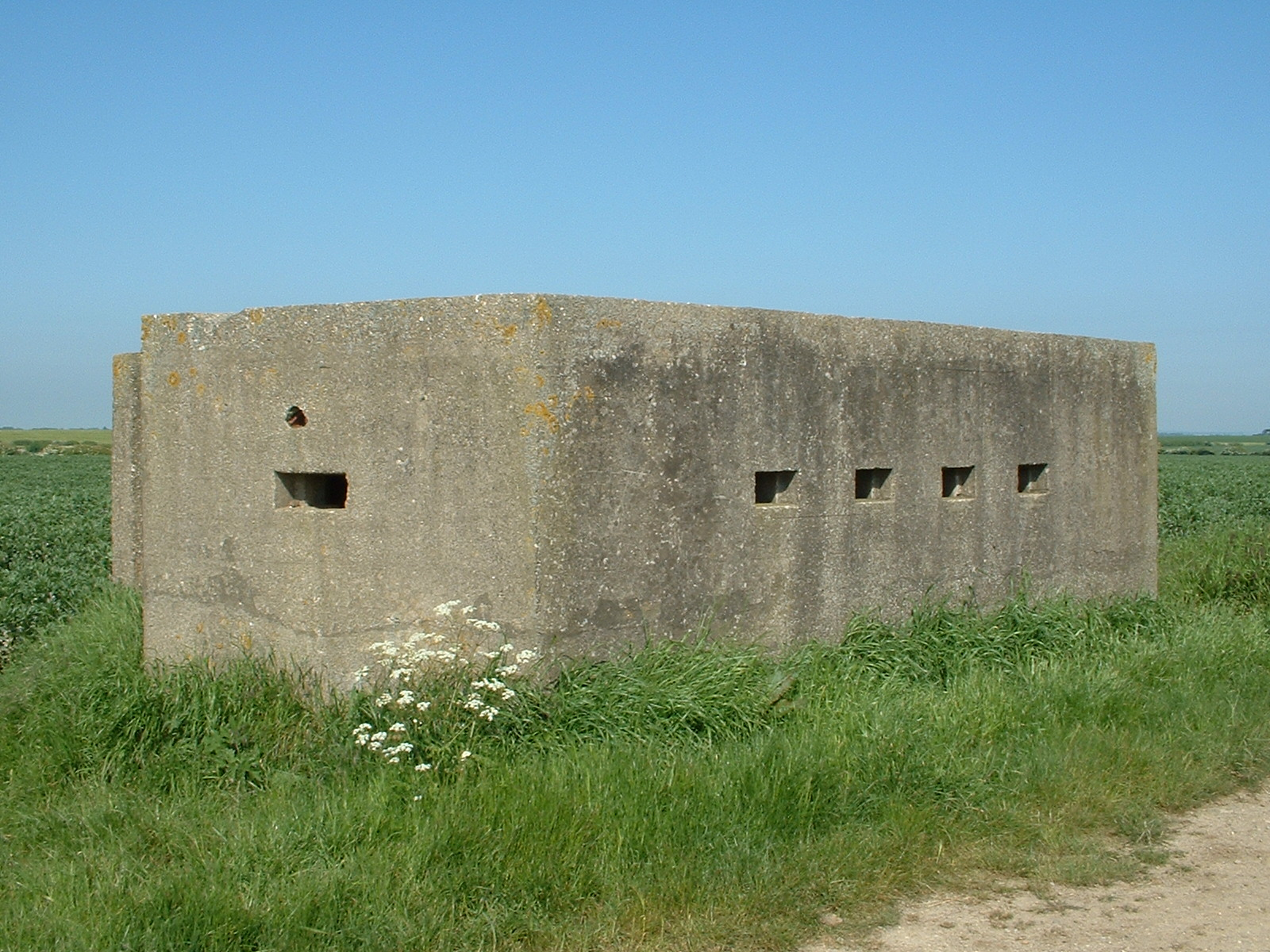
Польовий ДОТ в Атвіку (Йоркшир, Англія)
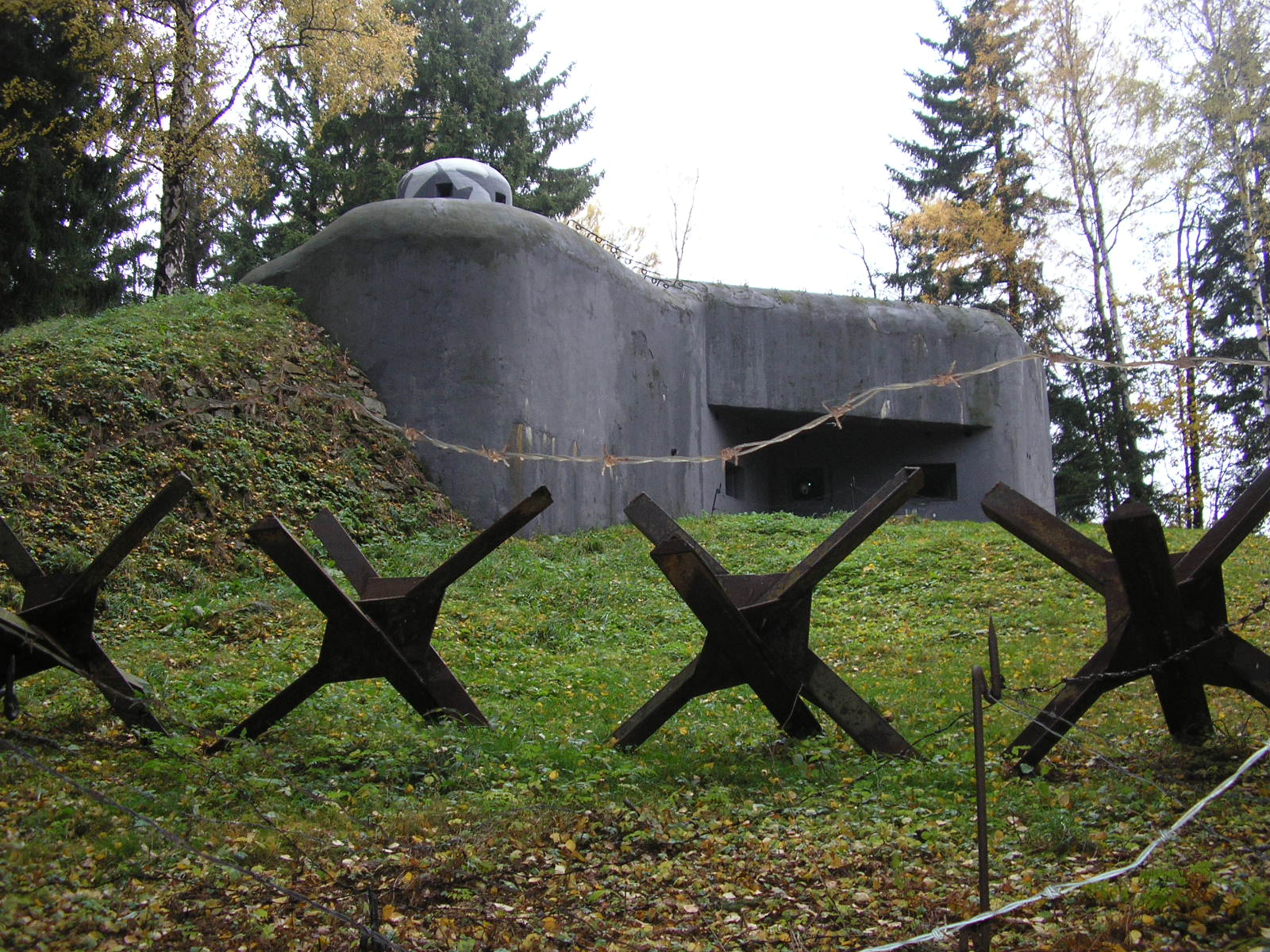
ДОТ K-S 5 U в Чехії
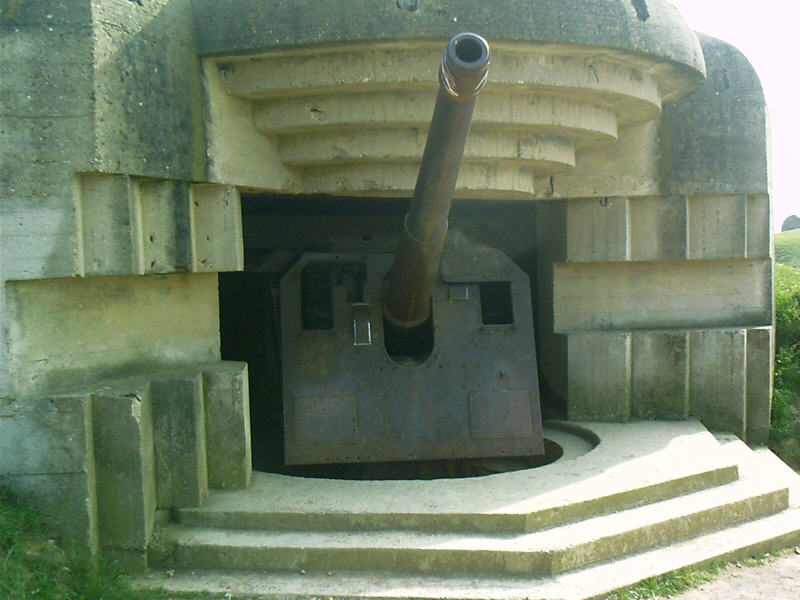
ДОТ зі 150-мм баштовою артустановкою (Атлантичний вал)
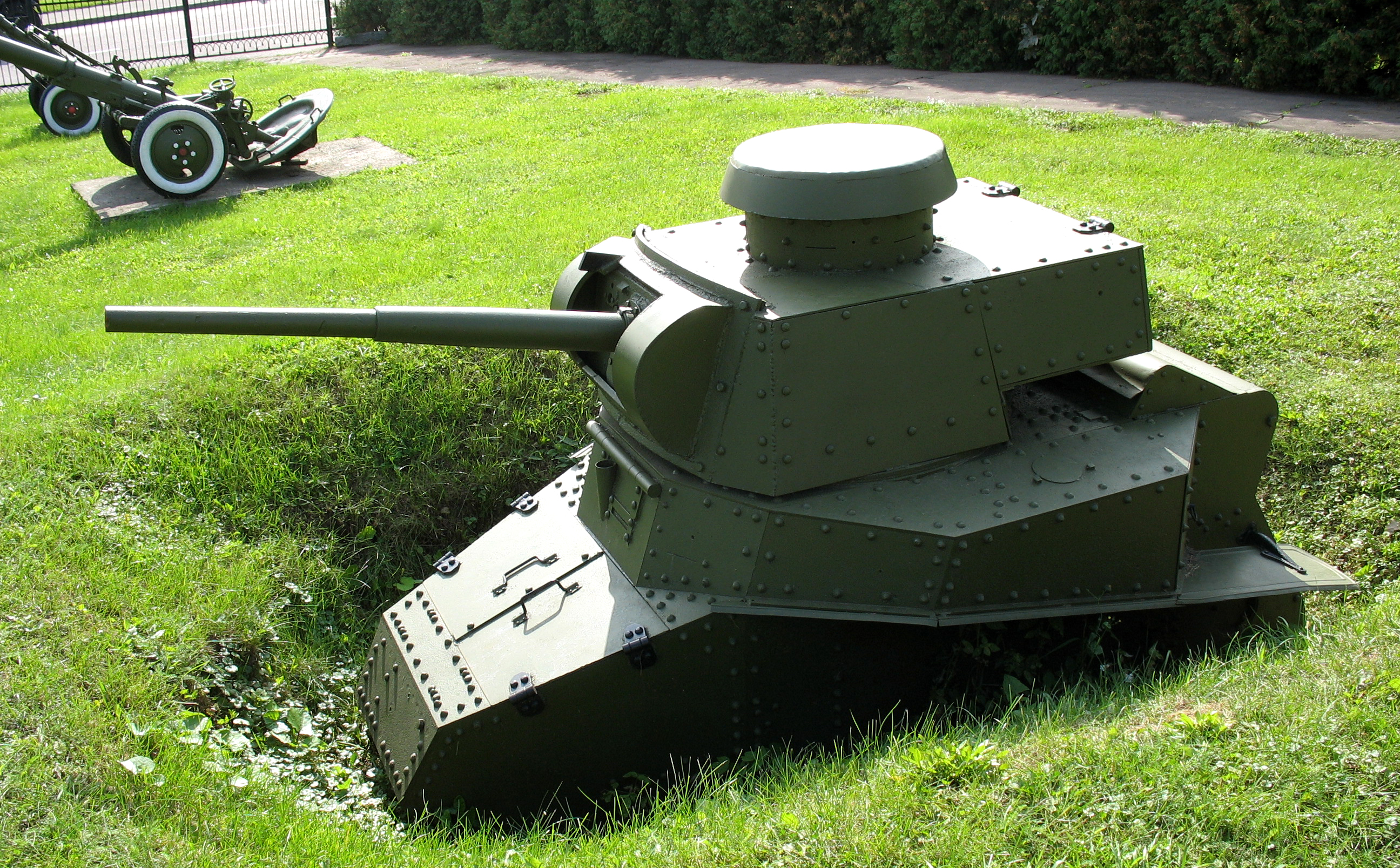
Укопаний як ДОТ Т-18 без ходової частини (експозиція ЦМ ВВВ)
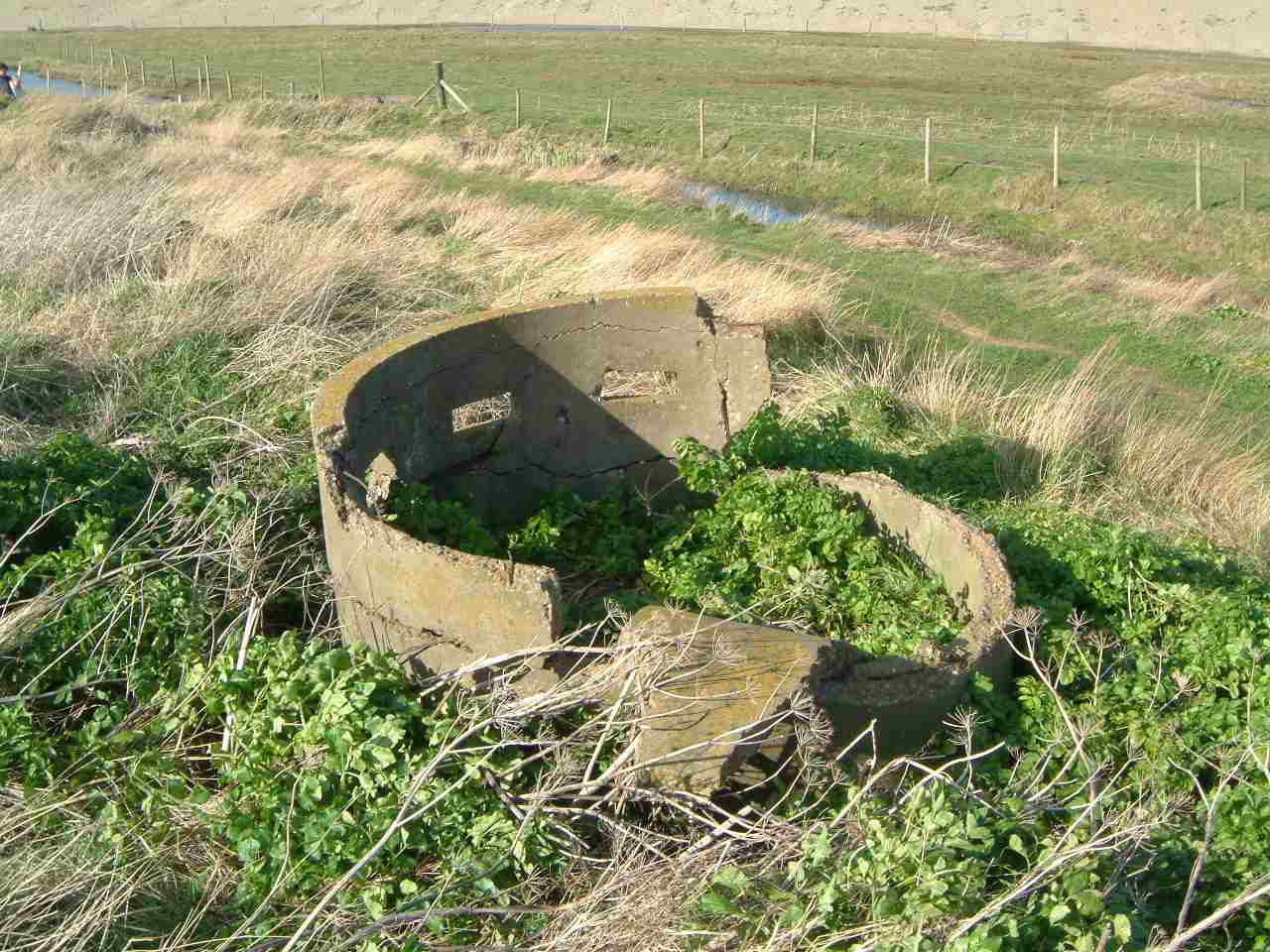
Залишки ДОТа в Норфолку, Англія
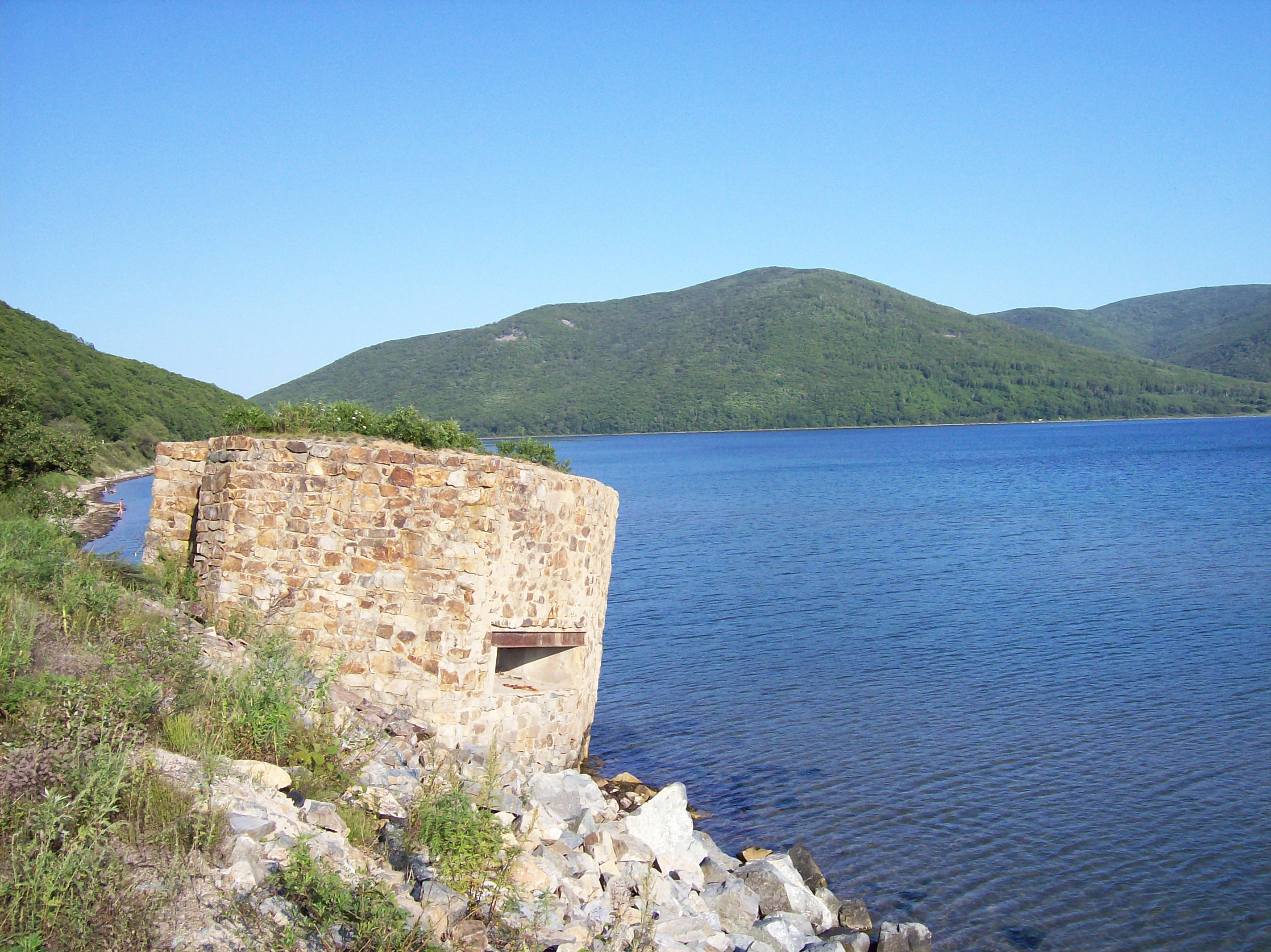
Кам'яний ДОТ на березі затоки Ольги Японського моря, Приморський край, Росія
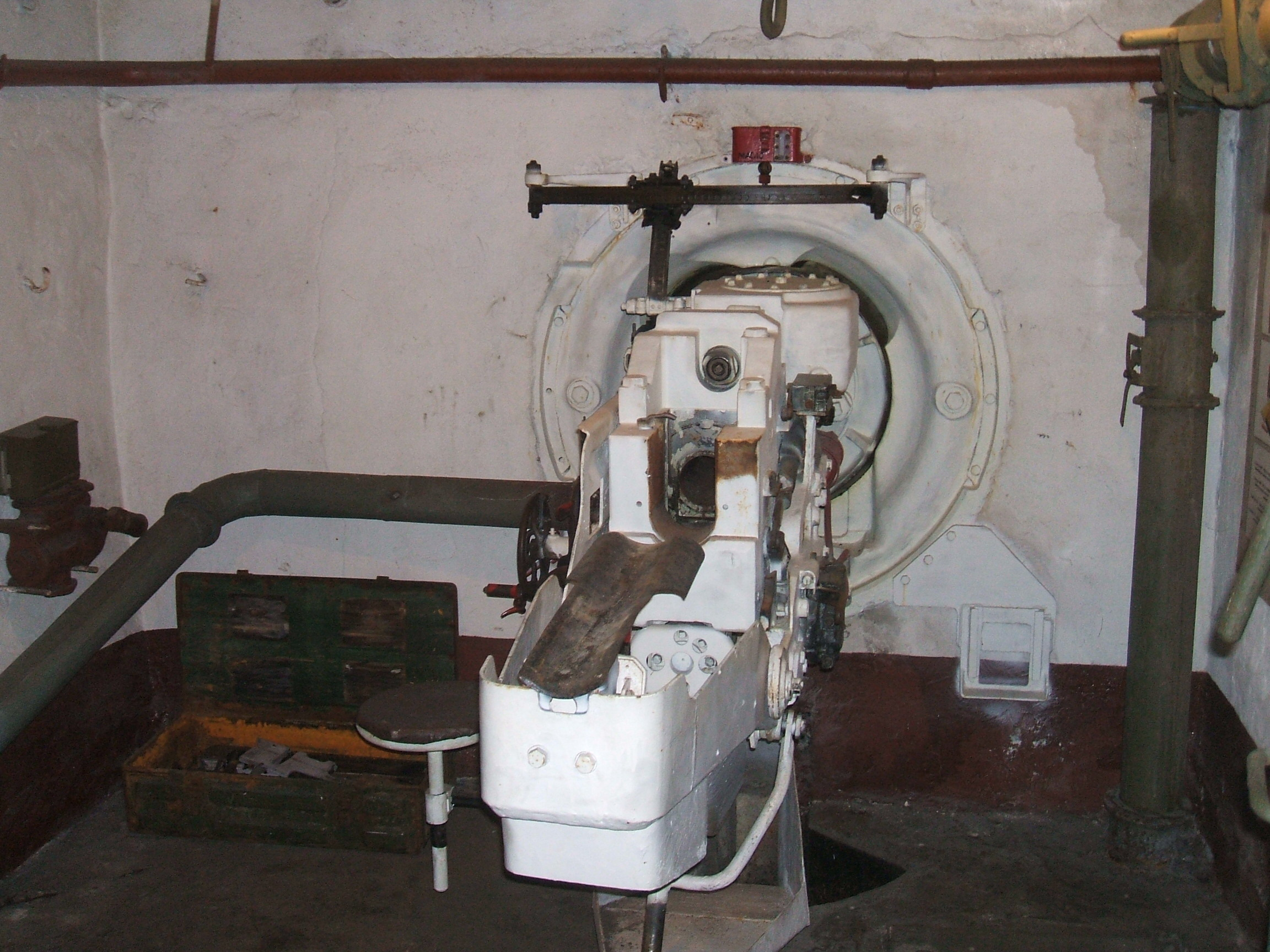
Гарматний ДОТ АПК-1 у виставковому комплексі «Сестрорецький рубіж», вигляд зсередини.
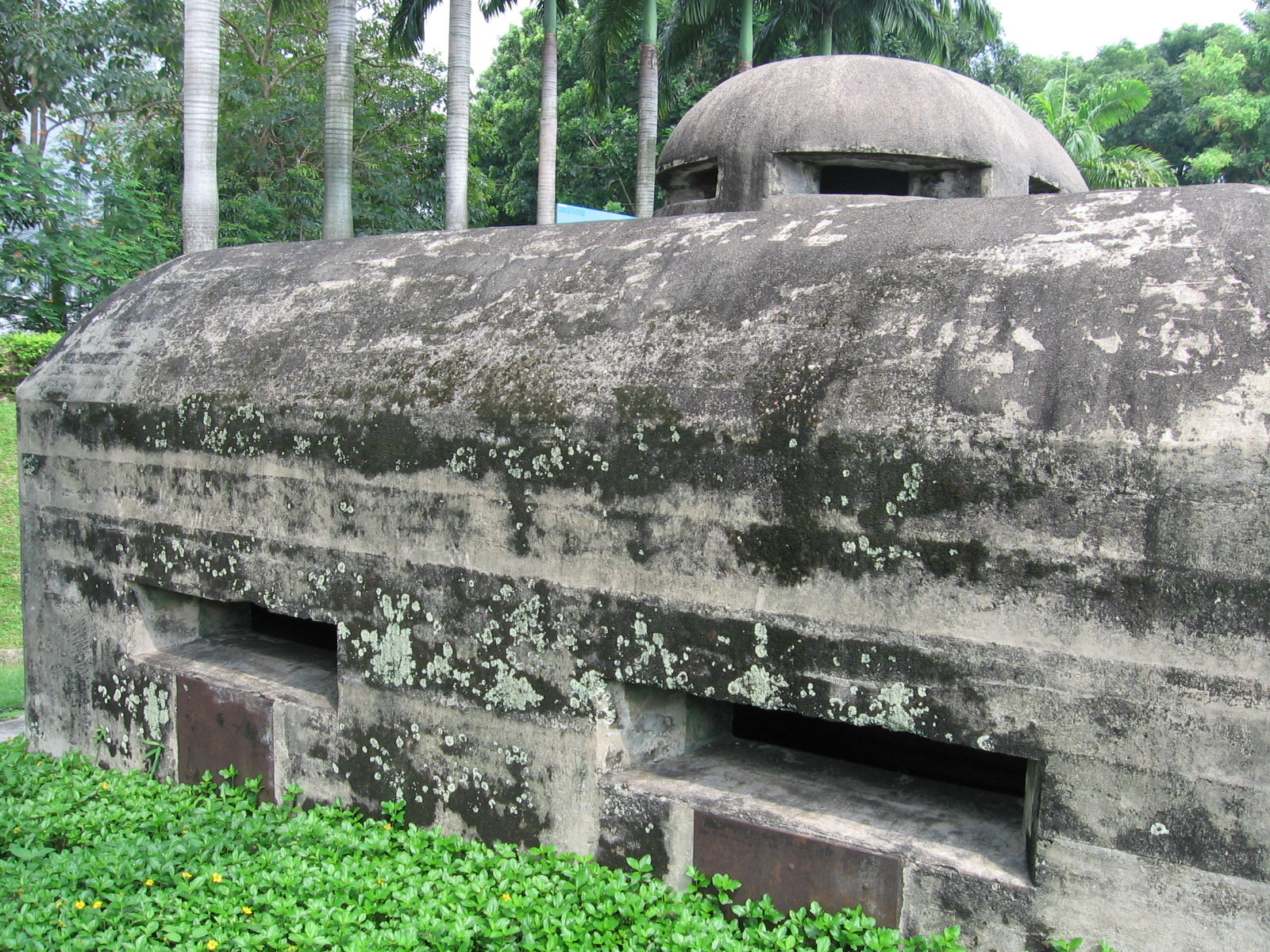
Британський кулеметний ДОТ на останньому рубежі оборони Сингапуру
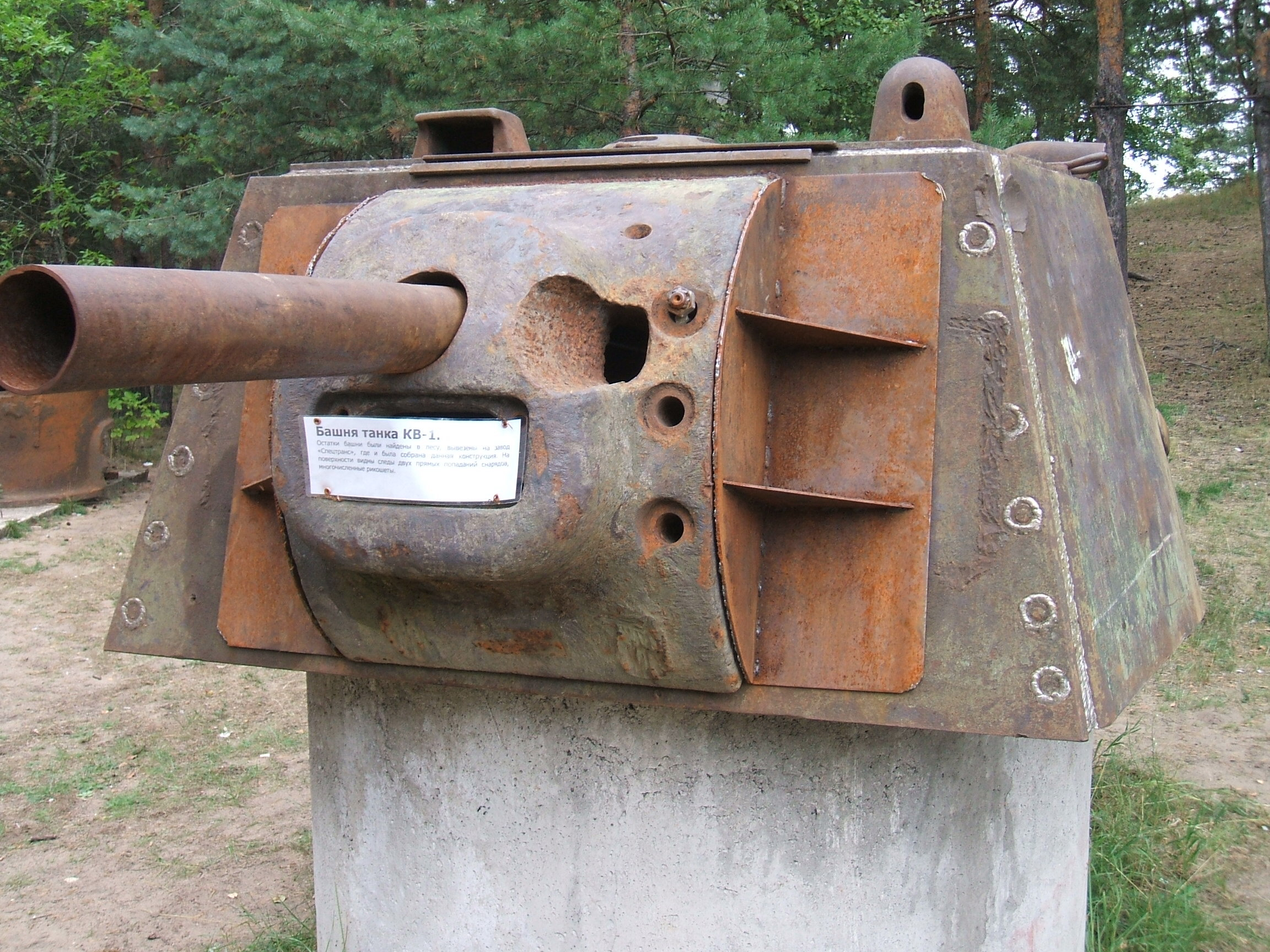
Башта танку КВ-1, яка використовувалася як вогнева точка. Виставковий комплекс «Сестрорецький рубіж».
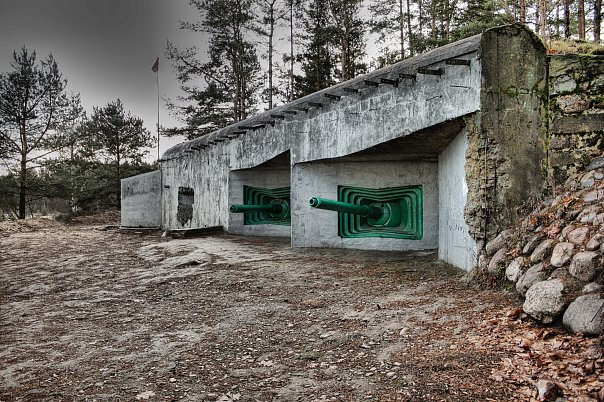
Артилерійський напівкапонир АПК-1 в Сестрорецьку